# Maser (Venetien)

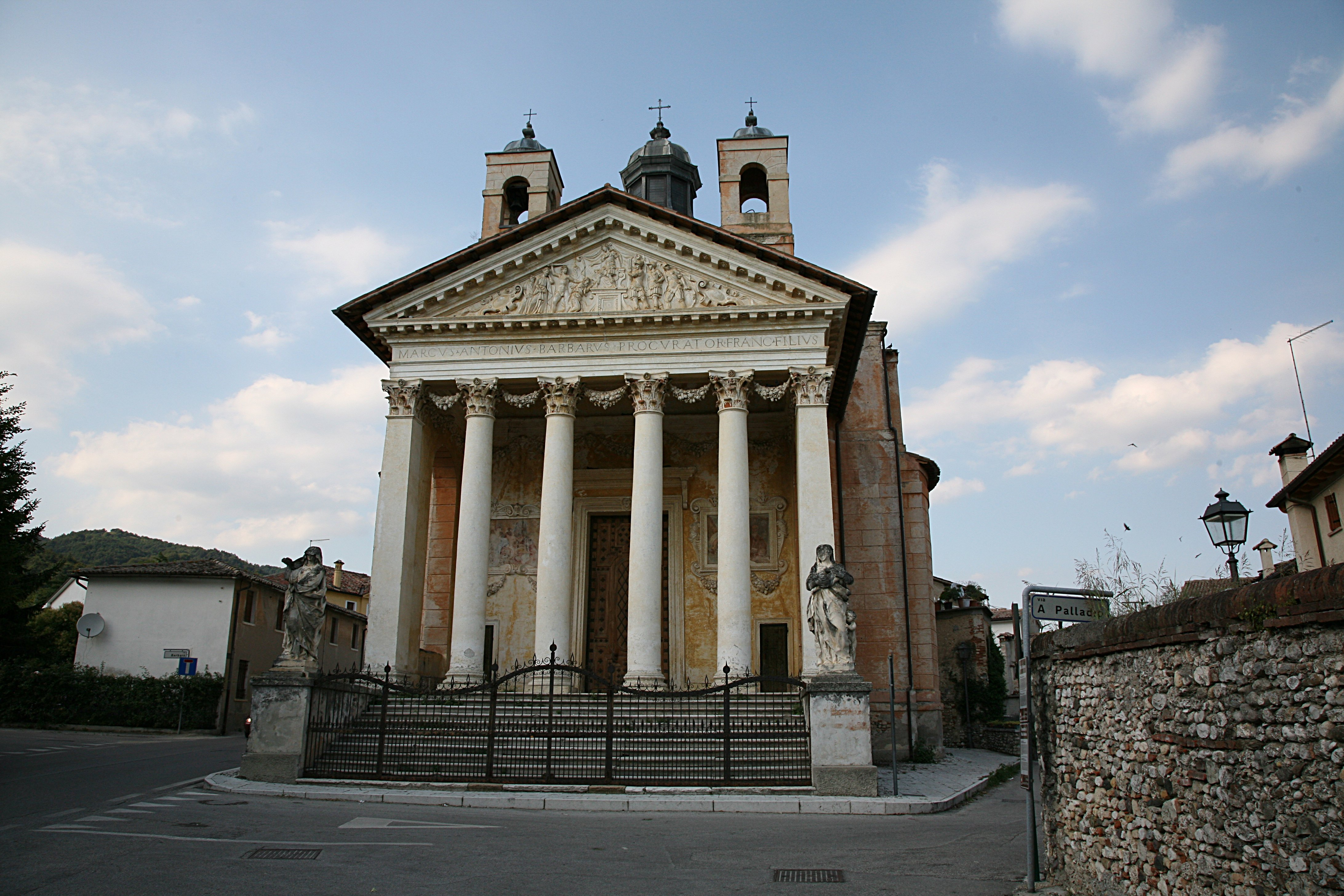
Von Andrea Palladio errichteter Tempietto Barbaro

Maser ist eine nordostitalienische Gemeinde (comune) mit 5117 Einwohnern (Stand 31. Dezember 2023) in der Provinz Treviso in Venetien. Die Gemeinde liegt etwa 26 Kilometer nordwestlich von Treviso.

## Geschichte
Die Ortschaft Maser wurde vermutlich zwischen dem 11. und 13. Jahrhundert gegründet. Die erste urkundliche Erwähnung stammt aus dem Jahr 1260. Andrea Palladio erbaute hier die Villa Barbaro.